# Silvio Proto
Silvio Proto (ur. 23 maja 1983 w Charleroi) – belgijski piłkarz grający na pozycji bramkarza, we włoskim klubie S.S. Lazio.

## Kariera klubowa
Proto urodził się w mieście Charleroi w rodzinie włoskiej Piłkarską karierę rozpoczynał w 1989 roku małym klubie R.A.C.S. Couillet. Trenował w nim do 1996 roku i wtedy został zawodnikiem młodzieżowej drużyny Olympicu Charleroi. W 1999 roku przeszedł do belgijskiego drugoligowca R.A.A. Louviéroise i w sezonie 2000/2001 zadebiutował w jego barwach w lidze. Na koniec sezonu zespół awansował do pierwszej ligi, a tam Proto stał się pierwszym bramkarzem. W sezonie 2002/2003 osiągnął swój kolejny sukces w karierze, którym było zdobycie Pucharu Belgii (3:1 w finale z Sint-Truidense VV). W tym samym roku Proto wystąpił w Superpucharze Belgii, jednak nie zdołał zapobiec porażce w rzutach karnych z Club Brugge. Następnie zadebiutował w europejskich pucharach, a konkretnie w Pucharze UEFA. W R.A.A. Louviéroise wystąpił łącznie w 115 meczach.
Latem 2005 za 1,1 miliona euro Proto przeszedł do stołecznego Anderlechtu. W sezonie 2005/2006 wygrał rywalizację z Czechem Danielem Zítką i wywalczył mistrzostwo Belgii. Jednak od początku sezonu 2006/2007 to Zítka był pierwszym bramkarzem „Fiołków”.
W sierpniu 2008 został wypożyczony do Germinal Beerschot. W 2016 odszedł z Anderlechtu do KV Oostende. W 2017 przeszedł do greckiego Olympiakosu Pireus. Po zaledwie jednym sezonie w Grecji rozwiązał swój kontrakt z Olympiakosem i jako wolny zawodnik trafił do S.S. Lazio.

## Kariera reprezentacyjna
W reprezentacji Belgii Proto zadebiutował 17 listopada 2004 roku w przegranym 0:2 meczu z reprezentacją Serbii i Czarnogóry rozegranym w ramach eliminacji do Mistrzostw Świata w Niemczech. Obecnie jest rezerwowym bramkarzem drużyny narodowej i przegrywa rywalizację z golkiperem Chelsea F.C., Thibaut Courtois.

## Osiągnięcia

### Anderlecht Bruksela
- Mistrzostwo Belgii: 2010, 2012
- Puchar Belgii: 2008
- Superpuchar Belgii: 2007, 2010

## Statystyki klubowe
Stan na 4 września 2018
| Sezon   | Klub               | Kraj   | Rozgrywki          | Mecze | Bramki |
| ------- | ------------------ | ------ | ------------------ | ----- | ------ |
| 2000/01 | R.A.A. Louviéroise | Belgia | Tweede Klasse      | 1     | 0      |
| 2001/02 | R.A.A. Louviéroise | Belgia | Eerste Klasse      | 28    | 0      |
| 2002/03 | R.A.A. Louviéroise | Belgia | Eerste Klasse      | 21    | 0      |
| 2003/04 | R.A.A. Louviéroise | Belgia | Eerste Klasse      | 34    | 0      |
| 2004/05 | R.A.A. Louviéroise | Belgia | Eerste Klasse      | 31    | 0      |
| 2005/06 | RSC Anderlecht     | Belgia | Eerste Klasse      | 27    | 0      |
| 2006/07 | RSC Anderlecht     | Belgia | Eerste Klasse      | 2     | 0      |
| 2007/08 | RSC Anderlecht     | Belgia | Eerste Klasse      | 0     | 0      |
| 2008/09 | Germinal Beerschot | Belgia | Eerste Klasse      | 29    | 1      |
| 2009/10 | RSC Anderlecht     | Belgia | Eerste Klasse      | 36    | 0      |
| 2010/11 | RSC Anderlecht     | Belgia | Eerste Klasse      | 37    | 0      |
| 2011/12 | RSC Anderlecht     | Belgia | Eerste Klasse      | 38    | 0      |
| 2012/13 | RSC Anderlecht     | Belgia | Eerste Klasse      | 39    | 0      |
| 2013/14 | RSC Anderlecht     | Belgia | Eerste Klasse      | 31    | 0      |
| 2014/15 | RSC Anderlecht     | Belgia | Eerste Klasse      | 36    | 0      |
| 2015/16 | RSC Anderlecht     | Belgia | Eerste Klasse      | 40    | 0      |
| 2016/17 | KV Oostende        | Belgia | Eerste Klasse      | 21    | 0      |
| 2017/18 | KV Oostende        | Belgia | Eerste Klasse      | 5     | 0      |
| 2017/18 | Olympiakos SFP     | Grecja | Superleague Ellada | 22    | 0      |
| 2018/19 | S.S. Lazio         | Włochy | Serie A            | 2     | 0      |